# Aeroportul Arandis
Aeroportul Arandis (IATA: ADI, ICAO: FYAR) este un aeroport din Namibia ce deservește zona Arandis⁠(d). A fost numit după zona deservită.
Situat la o altitudine de 581 m, aeroportul dispune de o singură pistă.